# Раудсепп Кирило Дмитрович
Кири́ло Дми́трович Ра́удсепп (5 квітня 1915, Ревель, Російська імперія — 5 вересня 2006, Таллінн, Естонія) — естонський радянський диригент. Народний артист Естонської РСР (1957), лауреат двох Сталінських премій (1951, 1952).

## Біографія
Початкову музичну освіту Раудсепп здобував у кінці 1920-х років під проводом Софії Гейнрігс у сім'ї Отсів, де його товаришем по навчанню був відомий у майбутньому естонський співак Георг Отс. Мистецтву гри на фортепіано Кирило навчався у Талліннській консерваторії протягом 1933–1938 років (викладач — Артур Лемба), пізніше опановував премудрощі композиції під керівництвом Гейно Еллера (1945–1948 роки). З 1944 року розпочав диригентську роботу. У 1951 році отримав Сталінську премію за диригування спектаклю Густава Ернесакса «Берег буревіїв». Того ж року його було призначено головним диригентом естонського театру опери та балету (займав цю посаду до 1963 року). У 1952 році Раудсепп отримує другу Сталінську премію (за «Співака свободи» Евгена Каппа) та починає викладацьку діяльність у Талліннській консерваторії. Протягом наступних років Кирило Раудсепп брав участь у багатьох дебютних постановка відомих естонських опер та балетів. У 1957 році його було удостоєно почесного звання Народного артиста Естонської РСР. З 1978 року і аж до свого виходу на заслужений відпочинок у 1987 році Раудсепп додатково викладав у Талліннській консерваторії за фахом «Опера».
Кирило Раудсепп з'являвся на сцені у ролі диригента в більш ніж сімдесяти театральних постановках. Окрім майже усіх естонських творів післявоєнного періоду, він мав змогу диригувати у таких відомих витворах світового мистецтва, як «Травіата» Джузеппе Верді, «Лебедине озеро» Петра Чайковського, «Кола Брюньон» Дмитра Кабалевського та багатьох інших.
Помер Кирило Раудсепп у Таллінні у віці 91 року.

## Основний творчий доробок

### Оперні спектаклі
- «Берег буревіїв» Густава Ернесакса (1949)
- «Співак свободи» Евгена Каппа (1950)
- «Лембіт» Віллема Каппа (1961)
- «Барбара фон Тізенгузен» Едуарда Тубіна (1969)

### Балетні спектаклі
- «Калевіпоег» Евгена Каппа (1948)
- «Тійна» Лідії Аустер (1955)
- «Золотопряхи» Евгена Каппа (1956)

## Державні нагороди
- Народний артист Естонської РСР (1957)
- Сталінська премія III ступеня (1951) — за диригування оперним спектаклем «Берег буревіїв» Густава Ернесакса (1949)
- Сталінська премія II ступеня (1952) — за диригування оперним спектаклем «Співак свободи» Евгена Каппа (1950)
- Державна премія Естонської РСР (1949) — за виконавську діяльність